# Timothy Dwight

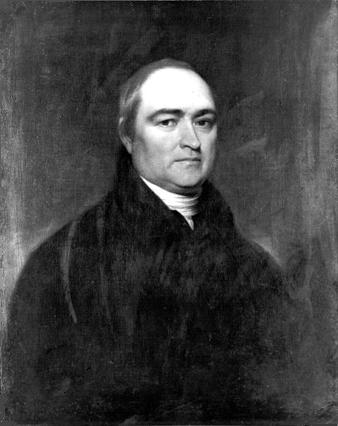
Timothy Dwight IV

Timothy Dwight, född 17 maj 1752, död 11 januari 1817, var en amerikansk teolog.
Dwight var från 1795 president vid Yale College. Dwight, som räknas som en av Amerikas främsta teologer, företrädde en kalvinsk puritanism i morfadern Jonathan Edwards anda. Hans teologiska huvudarbete är Theology explaind and defended (5 band, 1818-1819). Hans Travels in New England and New York (4 band, 1821-1822) innehåller värdefulla upplysningar angående sociala och ekonomiska förhållanden.